# Phare de La Curra
Le phare de La Curra est un phare situé au bout de la digue de La Curra, au port de Carthagène, dans la région de Murcie en Espagne. Il est face au phare de Navidad, sur l'autre jetée.
Il est géré par l'autorité portuaire de Carthagène.

## Histoire
C'est une petite tour cylindrique de 11 m de haut, avec galerie crénelée et lanterne, au bout de la jetée est de l'entrée du port. La base de la tour est blanche, le tiers supérieur et la lanterne sont verts. Ce feu de port émet trois éclats verts toutes les 14 secondes.
Identifiant : ARLHS : SPA087 ; ES-23470 - Amirauté : E0130 - NGA : 4992 .
|                        |
| Position de Carthagène |

|                       |
| Le port de Carthagène |

|                         |
| Les deux phares du port |